# 바이뇨데시

시 문장

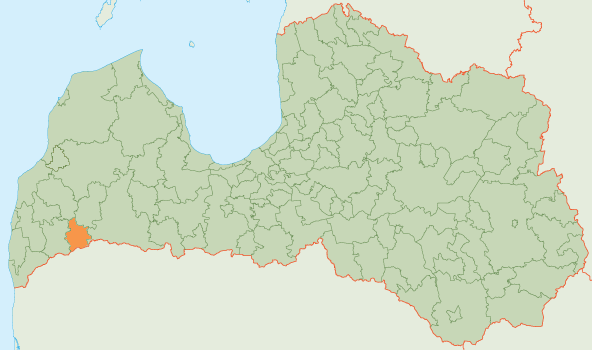
바이뇨데 시의 위치

바이뇨데시(라트비아어: Vaiņodes novads)는 라트비아의 지방 자치체로 행정 중심지는 바이뇨데이며 면적은 343.96km2, 인구는 2,932명(2010년 기준), 인구 밀도는 8.5명/km2이다. 2개 교구를 관할한다.